# 조용형
조용형 (趙容衡, 1983년 11월 3일 ~ )은 대한민국의 전 축구 선수로서 포지션은 센터백이다.

## 개요
인천광역시 출생으로 부평동중학교, 부평고등학교를 졸업하고 고려대학교 재학 중 2005년 프로 데뷔하였다.

## 축구인 생활

### 선수 생활
2005년 부천 SK (현 제주 유나이티드)에 입단하였고, 2004년에 실점률 최하위권이었던 약체 부천을 일약 최소실점팀으로 만들며 4위로 이끌어 센세이션을 일으켰다 2006년 부천 SK가 제주특별자치도로 연고 이전 후 구단 명칭을 변경한 제주 유나이티드에서 계속 활약하였다.
2007년 경남 FC로 이적하였지만, 불과 4일만에 성남 일화 천마로 현금 트레이드되어 다시 이적하였다. 성남 일화 천마로 이적한 뒤 오른쪽 풀백으로 뛰며 그 해 팀의 K-리그 준우승에 공헌하였다.
2008년, 다시 친정팀 제주 유나이티드로 이적하여 주전 수비수로 활약하였다. 2010년 초 잉글랜드 프리미어리그의 번리와 사우디아라비아 프리미어리그의 알샤바브의 러브콜을 받은 것이 밝혀졌으며, 같은 해 6월 3일엔 프리미어리그의 풀럼, 뉴캐슬과 이탈리아 세리에 A의 팔레르모의 러브콜을 받고 있다는 기사가 보도되었다.
결국 29일 카타르 리그팀인 알라얀 SC와 2년간 300만 달러(약 36억 원)에 계약하였다.
2013-14 시즌 종료 후 알 라얀이 2부리그로 강등되자 계약 만료로 4년 만에 팀을 떠났다.
2014년 2부리그에서 승격된 얄 샤말과 계약하였다. 2015년 스자좡 융창과 2년 계약하여 2016년까지 뛰었고, 2017 시즌을 앞두고 친정팀인 제주로 7년 만에 복귀하였다.
2018 시즌을 마감하고 제주를 떠났으나, 2019년 6월 2일 제주 유나이티드의 플레잉 코치로 합류하여 1시즌을 더 활동한 후 2020년에 현역에서 은퇴했다.

### 국가대표 생활
허정무 감독 부임 후 2008년 1월 30일 칠레와의 친선경기에서 A매치에 데뷔했다. 2010년 동아시아축구선수권대회에서 최고의 수비수로 선정되었다. 2010년 FIFA 월드컵에서 전 경기에 출전하여 대한민국의 16강 진출에 공헌하였다.
그러나 2011년 AFC 아시안컵 이후로는 국가대표팀과 인연을 맺지 못했다.

### 지도자 생활
부평동중학교 축구부 코치를 맡다가 2022년부터 대한축구협회의 유소년 전임 지도자로 활동하고 있다.
2024년에는 성인 A대표팀의 임시 코치로 부름을 받았다.

## 경력

### 선수 경력
-클럽
- 2005년 ~ 2006년  부천 SK / 제주 유나이티드
- 2007년  경남 FC
- 2007년  성남 일화 천마
- 2008년 ~ 2010년  제주 유나이티드
- 2010년 ~ 2014년  알라얀 SC
- 2014년  알샤말 SC
- 2015년 ~ 2016년  스자좡 융창
- 2016년 ~ 2018년  제주 유나이티드
- 2019년  제주 유나이티드 (플레잉 코치)

-대표팀
- 2010년 FIFA 월드컵 국가대표
- 2011년 AFC 아시안컵 국가대표

## 수상

### 개인
- 2005년 K리그 베스트 11 선정
- 2008년 윈저어워즈 한국축구대상 베스트 11 DF부문상 수상

### 클럽

#### 성남 일화 천마
- K-리그 준우승 1회 (2007년)

#### 알라얀
- 카타르 국왕컵(Emir Cup) 우승 2회 (2011, 2013)

### 국가대표
- 2010년 FIFA 월드컵 16강
- 2011년 AFC 아시안컵 3위

## 기록
2013년 11월 12일 기준
| 클럽            | 시즌      | 리그 | 리그 | 국내 컵 | 국내 컵 | 리그 컵 | 리그 컵 | 대륙 대회 | 대륙 대회 | 통산 | 통산 |
| 클럽            | 시즌      | 출장 | 득점 | 출장    | 득점    | 출장    | 득점    | 출장      | 득점      | 출장 | 득점 |
| --------------- | --------- | ---- | ---- | ------- | ------- | ------- | ------- | --------- | --------- | ---- | ---- |
| 부천 SK         | 2005      | 22   | 0    | -       | -       | 12      | 0       | -         | -         | 34   | 0    |
| 제주 유나이티드 | 2006      | 25   | 0    | -       | -       | 10      | 0       | -         | -         | 35   | 0    |
| 성남 일화       | 2007      | 18   | 0    | -       | -       | 1       | 0       | -         | -         | 19   | 0    |
| 제주 유나이티드 | 2008      | 24   | 0    | -       | -       | 7       | 0       | -         | -         | 31   | 0    |
| 제주 유나이티드 | 2009      | 19   | 1    | -       | -       | 4       | 0       | -         | -         | 23   | 1    |
| 제주 유나이티드 | 2010      | 14   | 0    | -       | -       | 1       | 0       | -         | -         | 15   | 0    |
| 알라얀 SC       | 2010/2011 | 20   | 0    | -       | -       | -       | -       | 4         | 0         | 24   | 0    |
| 알라얀 SC       | 2011/2012 | 21   | 1    | -       | -       | -       | -       | 6         | 0         | 27   | 1    |
| 알라얀 SC       | 2012/2013 | 20   | 1    | -       | -       | 7       | 0       | 4         | 0         | 31   | 1    |
| 알라얀 SC       | 2013/2014 | 3    | 0    | -       | -       | -       | -       | -         | -         | 3    | 0    |
| 통산            | 통산      | 186  | 3    | -       | -       | 42      | 0       | 14        | 0         | 242  | 3    |